# Steven Kaplan
Steven Kaplan (* 5. Oktober 1953 in New York, USA) ist ein israelisch-amerikanischer Religionswissenschaftler und Äthiopist. Bis zu seiner Emeritierung war er Professor für Afrikastudien und vergleichende Religionswissenschaft an der Hebräischen Universität Jerusalem. Seine Forschungsarbeit konzentriert sich auf die religiöse und soziale Geschichte Äthiopiens, insbesondere auf sogenannte häretische Bewegungen und deren Beziehung zur Orthodoxie. Kaplan gilt als einer der weltweit führenden Experten für die Beta Israel und hat zahlreiche Publikationen zur Geschichte dieser Gemeinschaft in Äthiopien sowie zu ihrer Integration in die israelische Gesellschaft vorgelegt.
Seine akademische Laufbahn begann Kaplan mit einem Studium der Judaistik und Nahoststudien an der Brandeis University, wo er 1975 sowohl den Bachelor of Arts (B.A.) als auch den Master of Arts (M.A.) erwarb. Anschließend setzte er seine akademische Ausbildung an der Harvard Divinity School fort und schloss 1977 mit dem Master of Theological Studies (M.T.S.) im Fachbereich Vergleichende Religionswissenschaft ab. Mit einer Arbeit über die Rolle als heilig angesehener Äbte im mittelalterlichen Äthiopien der frühen Salomonischen Dynastie (1270–1468) promovierte er 1982 an der Hebräischen Universität Jerusalem zum Ph.D. in Religionswissenschaft und Afrikastudien. Dort lehrte er ab 1984, zunächst als Lecturer, ab 1989 als Senior Lecturer, ab 1992 als Associate Professor und schließlich von 2004 bis zu seiner Emeritierung als Full Professor.
Zwischen 1990 und 2002 war Kaplan an der Hebräischen Universität Vorsitzender des Instituts für Afrikanische und Asiatische Studien sowie des Fachbereichs Afrikastudien. Während dieser Zeit engagierte er sich auch als Vorsitzender des Ausschusses für Forschungsstudenten (1994–2000), sowie als akademischer Direktor des Graduiertenstudienprogramms an der Rothberg International School (RIS) (1994–1996). 2002 übernahm er die Leitung des akademischen Ausschusses des interdisziplinären Programms für Kulturwissenschaften und wurde zudem stellvertretender Direktor der RIS, eine Position, die er bis 2004 innehalten sollte. Zwischen 2004 und 2006 war Kaplan Dekan an der Geisteswissenschaftlichen Fakultät, nachdem er dort bereits im Frühjahr 2002 für kurze Zeit das Amt des stellvertretenden Dekans an der Fakultät innegehalten hatte.
Kaplan war als Gastwissenschaftler an zahlreichen renommierten akademischen Einrichtungen tätig, darunter die School of Oriental and African Studies (SOAS) der University of London, das Radcliffe Institute der Harvard University, das African Studies Center der Boston University sowie das Department of Religion der University of North Carolina at Chapel Hill. Im Sommersemester 2004 hatte er zudem die Hiob-Ludolf-Gastprofessur an der Universität Hamburg inne. Darüber hinaus engagierte er sich in verschiedenen wissenschaftlichen Großprojekten, unter anderem als Berater des Diaspora Museums in Tel Aviv und als Fachspezialist für die Encyclopaedia Aethiopica. Zudem arbeitete er mit dem israelischen Ministerium für Einwanderungsabsorption zusammen. Zu seinen bedeutendsten Publikationen zählt das 1992 erschienene Werk The Beta Israel (Falasha) in Ethiopia, das als Standardwerk zur Geschichte der Beta Israel vor ihrer Konversion zum normativen Judentum zu Beginn des 20. Jahrhunderts gilt.
Kaplan ist verheiratet und Vater von drei Kindern.

## Veröffentlichungen in Auswahl
Steven Kaplan hat im Laufe seiner akademischen Laufbahn hunderte Artikel und mehrere Monographien publiziert, wovon viele als maßgebliche Beiträge zur Äthiopistik erkannt worden sind. Im Folgenden findet eine Auswahl wichtiger Arbeiten.
Herausgeberschaften
- (Mit Siegbert Uhlig, David Appleyard, Alessandro Bausi, Wolfgang Hahn): Äthiopien. Geschichte, Kultur, Herausforderungen, Wiesbaden 2018.
- (Mit Kay Kaufman Shelemay): Creating the Ethiopian Diaspora. Perspectives from Across the Disciplines (= Sonderausgabe: Diaspora, Journal of Transnational Studies, Bd. 15, H. 2/3), Toronto 2006.
- (Mit Verena Böll, Andreu Martinez, Ezhenia Sokolinskaia): Ethiopia and the Missions. Historical and Anthropological Insights, Berlin [u. a.], 2005.
- Indigenous Responses to Western Christianity, New York 1995.
- (Mit Tudor Parfitt und Emanuela Trevisan Semi): Between Africa and Zion: Proceedings of the First International Congress of the Society for the Study of Ethiopian Jewry, Jerusalem 1995.
- Between Africa and Zion, Jerusalem 1995.

Monographien
- (Mit Haggai Erlich und Hagar Salamon): Ethiopia Christianity, Islam, Judaism, Tel Aviv 2003.
- (Mit Salamon Hagar): Ethiopian Immigrants in Israel: Experience and Prospects, London 1998.
- The Beta Israel (Falasha) in Ethiopia. From Earliest Times to the Twentieth Century, New York 1992.
- The Monastic Holy Man and the Christianization of Early Solomonic Ethiopia, Wiesbaden 1984.

Artikel
- The Exaltation of Holy Cross and the Deposition of the Emperor of Ethiopia. Ləj Iyasu a Mäsqäl Drama. In: Northeast African Studies, Bd. 21, H. 1 (2021), S. 1–18.
- Dominance and Diversity. Kingship, Ethnicity, and Christianity in Orthodox Ethiopia. In: Church History and Religious Culture, Bd. 89 (2009), S. 291–305.
- London Society for Promoting Christianity amongst the Jews. In: Encyclopaedia Aethiopica, Bd. 3, Wiesbaden 2008, S. 598f.
- Faitlovitch, Jacques. In: Encyclopaedia Aethiopica, Bd. 2, Wiesbaden 2005, S. 243f.
- (Mit Emanuela Trevisan Semi & Howard M. Lenhoff): Beta Israel. In: Encyclopaedia Judaica, Second Edition, Bd. 3, Detroit [u. a.] 2007, S. 499–509.
- Genealogies and Gene-Ideologies. The Legitimacy of the Beta Israel (Falasha). In: Social Identities, Bd. 12, H. 4 (2006), 447–55.
- Circumcision. In: Encyclopaedia Aethiopica, Bd. 1, Wiesbaden 2003, S. 748–49.
- Betä Ǝsraᵓel. In: Encyclopaedia Aethiopica, Bd. 1, Wiesbaden 2003, S. 552–59.
- Ayhud. In: Encyclopaedia Aethiopica, Bd. 1, Wiesbaden 2003, S. 408–10.
- Black and White, Blue and White, and Beyond the Pale. Ethiopian Immigrants and the Discourse of Colour in Israel. In: Jewish History and Culture, Bd. 5, H. 1 (2002), S. 51–68.
- Did Jewish Influences Reach Ethiopia via the Nile. In: The Nile. Civilizations, History, Myths, hrsg. v. Haggai Erlich [u. a.] London 1999, 57–49.
- Everyday Resistance and the Study of Ethiopian Jews. In: The Beta Israel in Ethiopia and Israel. Studies on the Ethiopian Jews, hrsg. v. Tudor Parfitt & Emanuela Trevisan Semi, London/New York 1999. S. 113–27.
- (Mit Chaim Rosen): Ethiopian Jews in Israel. In: American Jewish Yearbook, Bd. 94 (1994), S. 59–109.
- The Invention of Ethiopian Jews: Three Models. In: Cahiers d’Études Africaines, Bd. 33, H. 132 (1993), S. 645–58.
- (Mit Chaim Rosen): Ethiopian immigrants in Israel. Between Preservation of Culture and Invention of Traditon. In: The Jewish Journal of Sociology, Bd. 35, H. 1 (1993), pp. 35–48.
- Indigenous Categories and the Study of World Religions in Ethiopia: The Case of the Beta Israel (Falasha). In: Journal of Religion in Africa, Bd. 22, H. 3 (1992), S. 208–21.
- Review: “Falasha” Religion – Ancient Judaism or Evolving Ethiopian Tradition? Reviewed Work – Music, Ritual, and Falasha History by Kay Kaufman Shelemay. In: The Jewish Quarterly Review, Bd. 79, H. 1 (1988), S. 49–65.
- Christianity and the Early State in Ethiopia. In: The Early State in African Perspective, hrsg. v. Shmuel Eisenstadt [u. a.], Leiden 1988, S. 148–67.